# Symphosius
Caelius Firmianus Symphosius oder Symposius war der Autor einer antiken Sammlung von 100 lateinischen Versrätseln (Aenigmata). Es handelt sich um die erste überlieferte Sammlung dieser Art in der lateinischen Literatur.

Für die Datierung gibt es wenig Anhaltspunkte. Wahrscheinlich lebte Symphosius im 4. oder 5. Jahrhundert; die in der Forschung vertretenen Datierungsansätze schwanken zwischen dem 2./3. und dem 6. Jahrhundert. Der Dichter stellte seinem Werk eine Vorrede von 17 Versen voran, in der er behauptete, er habe die Rätsel bei einem Gelage an den Saturnalien aus dem Stegreif gedichtet; mit dieser Mitteilung verband er die an die Leser gerichtete Bitte um Nachsicht. Die Rätsel bestehen aus je drei Hexametern. Sie betreffen alltägliche Gegenstände und Naturkundliches; christliche und erotische Themen werden vermieden.
Die Erstausgabe erschien in Paris 1533; der Herausgeber war Joachim Perionius. Die Sammlung diente als Vorbild für andere Rätselsammlungen. Deutsche Nachdichtungen erschienen 1605/06 von Johannes Sommer (Aenigmatographia Rythmica), 1610 von Melchior Stahlschmidt (Iocoseria mensalia) und 1650/51 von Georg Philipp Harsdörffer (Anhang zu Nathan und Jotham).

## Ausgaben, Übersetzungen und Kommentare
- Manuela Bergamin (Hrsg.): Aenigmata Symposii. La fondazione dell'enigmistica come genere poetico. SISMEL, Firenze 2005, ISBN 88-8450-167-9 (kritische Edition mit italienischer Übersetzung und Kommentar)
- François Glorie (Hrsg.): Variae collectiones aenigmatum Merovingicae aetatis (pars altera) (= Corpus Christianorum, Series Latina 133a). Brepols, Turnhout 1968, S. 620–723.
- Tim J. Leary (Hrsg.): Symphosius: The Aenigmata. An Introduction, Text and Commentary. Bloomsbury, London u. a. 2014, ISBN 978-1-4742-5764-0. – Rezension von Christine Luz, Bryn Mawr Classical Review 2014.10.16
- Christian Rösch (Hrsg.): Symphosius. Rätsel. Reclam, Ditzingen 2025, ISBN 978-3150146514 (lateinischer Text, deutsche Übersetzung und Kommentar)